# Antoine Fournier
Pour les articles homonymes, voir Fournier.
Antoine Fournier est un homme politique français né le 30 juin 1754 à Charly (Rhône) et décédé le 21 novembre 1847 au Pré-Saint-Gervais (Seine-Saint-Denis).
Juge de paix à Millery, il est élu premier suppléant à la Convention et est admis à siéger comme député de Rhône-et-Loire le 13 décembre 1792. Il vote la réclusion de Louis XVI, s'oppose à la Montagne et soutient la réaction thermidorienne. Il est ensuite nommé messager d'état du Conseil des Cinq-Cents.

## Sources
- « Antoine Fournier », dans Adolphe Robert et Gaston Cougny, Dictionnaire des parlementaires français, Edgar Bourloton, 1889-1891 [détail de l’édition]